# Félix Édouard Guérin-Méneville
Félix Edouard Guérin-Méneville (Tolone, 12 ottobre 1799 – Parigi, 26 gennaio 1874) è stato un biologo ed entomologo francese.
Ha pubblicato oltre 400 saggi sugli insetti. In tale indirizzo di studi s'inscrivono, in particolare, la collaborazione fornita alla parte dedicata agli insetti dell'«Encyclopédie méthodique» (1845) e - soprattutto - la sua Iconographie du Règne Animal de Georges Cuvier 1829-1844 corredata, nei due volumi di cui si compone, di 4600 figure. Dal 1833 al 1838 ha stilato, assieme ad Achille Rémy Percheron, l'incompleto Genera des Insectes, mentre con Gaspard Joseph Martin Saint-Ange ha pubblicato il Traité élémentaire d'histoire naturelle, sempre in due volumi e terminato nel 1848. Dal 1833 (e sino al 1839) ha diretto il «Dictionnaire pittoresque d'histoire naturelle».
Nel 1858, come attesta Louis Figuier, Guérin-Méneville ha presentato all'Accademia delle Scienze di Parigi le prime uova schiuse in Francia dall'allevamento del bombice dell'ailanto, un lepidottero della famiglia Saturniidae, la cui discussione determinò la scelta dell'introduzione dei bachi da seta in Francia e in Algeria. A tal riguardo, nel 1860, l'entomologo ha scritto un dettagliato rapporto all'imperatore francese.
Gli altri studi relativi alla sericoltura sono stati pubblicati sulla «Revue de sériciculture», dallo stesso fondata nel 1863, attraverso la quale si è anche interessato della produzione sericolturicola italiana, osservando, tra gli altri, gli esperimenti condotti da Raimondo Tominz, e - più in generale - delle connesse malattie.

## Alcuni taxa descritti
- Aspicela bourcieri - coleottero crisomelide